# Stridsvagn m/42
Lo Stridsvagn m/42 (Strv m/42) era un carro armato medio svedese della seconda guerra mondiale. Presso la AB Landsverk era conosciuto come Lago II-III-IV. Il primo carro entrò in servizio nell'Esercito svedese nel novembre 1941. Era un carro moderno, ben protetto ed altamente mobile, il primo mezzo svedese a ricevere un cannone da 75 mm lungo 34 calibri. Fu impiegato  e rimase in servizio fino agli anni cinquanta.

## Storia

### Sviluppo
Il Strv m/42 ebbe origine dal Lago (nome di fabbrica), un carro leggero da 16 tonnellate armato con un cannone da 57 mm e tre mitragliatrici, prodotto alla fine degli anni trenta dalla AB Landverk per l'Esercito ungherese, a sua volta evoluzione del Stridsvagn L-60. L'Esercito svedese emise una specifica per un carro più grande ed evoluto del Lago; il risultato del lavoro di progettazione della AB Landverk fu il Strv m/42 TM, un carro da 22 tonnellate armato con un pezzo da 75/34, simile per prestazioni al 7,5 cm KwK 37 tedesco, e con 4 mitragliatrici Kulspruta m/39. Il cambio di questo carro risultò difettoso ed entrò in produzione una versione con nuova trasmissione idraulica, la Strv m/42 TH; l'ultima versione prodotta nel dopoguerra fu la Strv m/42 TV.

### Produzione
Nel novembre 1941 furono ordinati 100 carri. Questi veicoli appartenevano alla versione Strv m/42 TM, dove la "T" indica il doppio motore e la "M" indica che montavano una trasmissione elettromagnetica. Nel gennaio del 1942 vennero ordinati altri 60 carri. Questo lotto fu prodotto su licenza dalla Volvo; i primi 55 mezzi erano motorizzati con due propulsori Scania-Vabis 603, mentre i rimanenti 5 ricevettero un singolo Volvo A 8B; tutti i veicoli del lotto ebbero una nuova trasmissione idraulica. Quindi i mezzi con un solo motore furono designati Strv m/42 EH, dove "E" indicava il singolo motore e "H" la trasmissione idraulica, mentre la versione con due motori venne denominata Strv m/42 TH. Nel giugno 1942 venne ordinato un terzo lotto, prodotto dalla AB Landsverk, dei quali 70 nella versione TH e 10 in quella EH.
Tra aprile 1942 e gennaio 1945 furono consegnati in tutto 282 m/42, dei quali 180 prodotti dalla Landsverk e 102 da Volvo. La maggior parte, 225 pezzi, montava motori Scania, i rimanenti 57 motori Volvo . Tutti i mezzi con doppio propulsore Scania-Vabis 603, cioè i 225 TH e TV, furono ricostruiti tra il 1957 ed il 1960 nei carri Stridsvagn 74, mentre i mezzi versione EH (con singolo motore Volvo A 8B) furono trasformati in veicoli da supporto per la fanteria Infanterikanonvagn 73. Le torrette rimosse furono riutilizzate per armare i capisaldi delle fortificazioni costiere, portuali ed aeroportuali.

### Impiego operativo
Il Strv m/42 veniva impiegato dalle compagnie carri pesanti delle brigate corazzate e venne assegnato ai seguenti reggimenti corazzati:
- P 1/Enköping
- P 2/Helsingborg
- P 3/Strängnäs
- P 4/Skövde.

Furono ritirati dal servizio negli anni cinquanta e rimpiazzati dai Stridsvagn 81.

## Varianti
Il Strv m/42 venne ordinato in quattro versioni e tre configurazioni:
- Strv m/42 TM (Lago II) doppio propulsore, trasmissione elettromagnetica, prodotto nel 1943-1944.
- Strv m/42 TH (Lago III) doppio propulsore, trasmissione idraulica, prodotto nel 1944.
- Strv m/42 EH (Lago IV) singolo propulsore, trasmissione idraulica, prodotto nel 1944-1945.
- Strv m/42 TV doppio propulsore, ognuno con una trasmissione idraulica, prodotto nel 1948.